# Rém hangosan és irtó közel (film)
A Rém hangosan és irtó közel (eredeti cím: Extremely Loud & Incredibly Close) 2011-ben bemutatott filmdráma Stephen Daldry rendezésében. A forgatókönyv Jonathan Safran Foer azonos című regényéből készült. Főszereplők Thomas Horn, Tom Hanks és Sandra Bullock.

## Cselekménye
Oskar (Thomas Horn) papája (Tom Hanks) a 2001. szeptember 11-ei terrortámadások során vesztette életét. A temetésen csak egy üres koporsót hantoltak el. Oskar nagyon szerette azokat a játékokat, amelyeket apja talált ki számára. Egy alkalommal azt mondta, régen New Yorknak volt egy hatodik kerülete is Manhattan mellett. Adott Oskarnak egy térképet, hogy keresse meg. A fiú a Central Parkban egy fémkereső segítségével kutat árulkodó jelek után, mivel apja állítása szerint az régen a VI. kerület közepén terült el. A végzetes nap előtti estén az utolsó információ az, hogy "az újság szerint" a Central Parkban az egyik hintában találtak egy cetlit, ami segíthet a kutatásban.
Másnap a támadás miatt hamarabb engedik haza a diákokat az iskolából. Oskar mit sem sejtve hallgatja le az üzenetrögzítőt. Apja több üzenetet is hagyott, amiben igyekszik megnyugtatni feleségét, Lindát (Sandra Bullock), hogy jól van, minden rendben.
Apja halála után egy évvel Oskar bemegy a gardróbszobába. Linda azóta sem nyúlt férje holmijához. A fiú egy polcon kutatva véletlenül összetör egy vázát, amiből egy boríték kerül elő, benne egy kulccsal. Megkérdezi nagyanyját (Zoe Caldwell), de ő sem tudja, mihez való. A kulcsmásolóban a lakatos mutat rá, hogy a borítékra egy nevet írtak: „Black”. Kiírja az összes „Black” címét a telefonkönyvből, egy rácshálóval felosztja New Yorkot és összeállít egy felszerelést a kutatáshoz, a legszükségesebb dolgokkal: gázálarc, távcső, tamburin, kutatási napló, süti. No meg persze a titokzatos kulcs.
Útnak indul, gyalog. Mert fél a tömegközlekedéstől. Meg a magas épületektől, meg a repülőktől, meg a hidaktól, meg a magas dolgoktól, meg a hangos dolgoktól...
(Gyakran történik váltás a jelen és a múlt között. Látjuk, ahogy Oskar a szörnyű nap estéjén vásárol egy másik üzenetrögzítős telefont, kicseréli a sajátjukkal, hogy apja üzeneteit megtarthassa magának. Ezekből az üzenetekből, valamint Linda és Thomas beszélgetéseiből tudjuk meg apránként, mi is történt aznap.)
Abbie Black, Hazelle Black, Denise Black... Minden Blackre hat percet szán, ám ez minden alkalommal több annál, mert igyekeznek megvigasztalni őt az apja halála miatt és elmesélik saját történetüket. Ő azonban nem vigasztalásra vágyik és nem is barátokra, a zárat akarja megtalálni, amibe a kulcs beleillik. Minden meglátogatott Black-ről készít egy fényképet, a nagypapája holmija közt talált régi fényképezőgéppel.
Egy este a nagymama nem válaszol az adóvevővel leadott hívásra, ám a szomszéd ablakból Oskar fényjeleket észlel. A bérlő (Max von Sydow) morze-jeleit. Átmegy hozzá. A bérlő nem beszél, csak írásban lehet vele kommunikálni. Mivel nem hajlandó „elmondani” a történetét, Oskar rázúdítja a sajátját. Apja halálát, a zár keresésének állomásait és azt, hogy kezdi azt hinni, sosem fogja megtalálni. Végül megegyeznek, hogy együtt folytatják a keresést.
Mivel a bérlő idős ember és nem tud annyit gyalogolni, ráveszi Oskart, hogy metróval menjenek. Utazás közben oximoron-játékot játszanak, Oskar lassan megnyugszik, még a gázálarctól is hajlandő megszabadulni. Az első közös állomáson nem nyitnak nekik ajtót, a másodikon sem. Ám Oskar a cél érdekében újabb félelmét küzdi le és végigmegy a rozoga fahídon. Az öreg elmegy, de útjelzőket hagy maga után. Oskar egy bárban talál rá, ahol a bérlő megosztja vele, mi történt gyermekkorában.
A következő egy hónapban 37 újabb Blackhez látogatnak el együtt. Ahogy az együtt töltött idő múlik, egyre közelebb kerülnek egymáshoz. Oskar gyanítja, hogy a bérlő valójában a nagyapja. Elhívja magukhoz, hogy megmutassa az internetről letöltött képeket, amelyek a World Trade Centerből kiugró emberekről készültek, melyek közül szerinte az egyik az ő apja. A rögzítő felvételeit is elkezdi lejátszani neki, párhuzamot vonva azzal, hol volt ő az üzenet érkezésének időpontjában. Az utolsót már egyiküknek sincs lelkiereje meghallgatni. Az öreg közli vele, hogy elég ebből és a zárkeresésből is. Később Oskar a látcső segítségével figyeli, ahogy nagyanyja vitatkozik a bérlővel. Mire átérne, az öreg már éppen taxiba száll és a fiú nem tudja megállítani.
Az ágy alatt ismét előveszi az újságfecnit, amin apja bekarikázta ezt a szövegrészletet: „Mindig keress!” Elemlámpával megvilágítva csak most veszi észre, hogy a hátoldalán egy telefonszámot is megjelölt. Felhívja és legnagyobb meglepetésére Abbie Black (Viola Davis) veszi fel a telefont. Oskar azon nyomban odarohan hozzá. Kiderül, hogy Abbie tud a kulcsról, elviszi a fiút a volt férje munkahelyére. A férfi elmondja, hogy az ő apja is meghalt két évvel ezelőtt és a kék vázában lévő kulcsot ő hagyta rá, ám mielőtt ezt megtudta volna, egy garázsvásáron adta el az apja holmiját. Ekkor ajándékozta a vázát Oskar papájának.
Oskar csalódottan átadja a kulcsot William Black-nek (Jeffrey Wright), hiszen őt illeti. Elmeséli neki, hogy a hatodik, papája által hagyott üzenetnél már otthon volt, de nem volt képes felvenni a kagylót. Miután lekíséri a fiút a földszintre, Oskar elrohan. Otthon dühödten széttép mindent, ami a mostanra céltalanná vált kutatás eszköze volt. Anyja nagy nehezen megnyugtatja, majd elmeséli neki, hogy megtalálta a kutatási anyagát és ő is végiglátogatta az összes Black-et, azokat is, akiknél már volt és azokat is, akiknél még nem. Most, hogy kiderültek a dolgok, anya és fia újra közel kerülnek egymáshoz, meg tudják osztani egymással a fájdalmukat.
Oskar ír egy levelet mindenkinek, akinél járt. Megköszöni a kedvességüket és elmondja, mi lett végül a kulccsal. Nagyapjának is ír, megkéri, jöjjön haza. Majd elmegy a parkban lévő hintához, ahol apjával is jártak. Az alján egy üzenetet talál, amiben apja gratulál, hogy megoldotta a hatodik kerület rejtélyét. Miközben anyja meghatottan nézi végig a kutatási naplót és nagyapja hazatér, Oskar – leküzdve félelmét – beül a hintába. Így ér véget a történet.

## Szereplők
| Szerep          | Színész           | Magyar hang      |
| --------------- | ----------------- | ---------------- |
| Oskar Schell    | Thomas Horn       | Boldog Gábor     |
| Thomas Schell   | Tom Hanks         | Kőszegi Ákos     |
| Linda Schell    | Sandra Bullock    | Für Anikó        |
| Oskar nagyanyja | Zoe Caldwell      | Molnár Piroska   |
| Stan            | John Goodman      | Papp János       |
| Abby Black      | Viola Davis       | Fullajtár Andrea |
| William Black   | Jeffrey Wright    | Kálid Artúr      |
| Walt            | Stephen Henderson | Bolla Róbert     |
| Deli Waiter     | Julian Tepper     |                  |
| Bérlő           | Max von Sydow     |                  |
| Lelkész         | Dennis Hearn      |                  |
| Hajléktalan     | Paul Klementowicz |                  |

## Irodalmi alapanyag
- Jonathan Safran Foer: Rém hangosan és irtó közel; ford. Dezsényi Katalin; Cartaphilus, Budapest, 2009